# Levern Spencer
Levern Donaline Spencer (Castries, 23 de junho de 1984) é uma ex-atleta de Santa Lúcia, especialista em salto em altura, bi-campeã pan-americana na modalidade.

## Carreira
Spencer competiu nos Jogos Olímpicos Rio 2016, fazendo final olímpica e terminando na sexta colocação, sendo, até hoje, a melhor colocação de um Santa-lucience em uma competição Olímpica. 